# Titouan Faivre

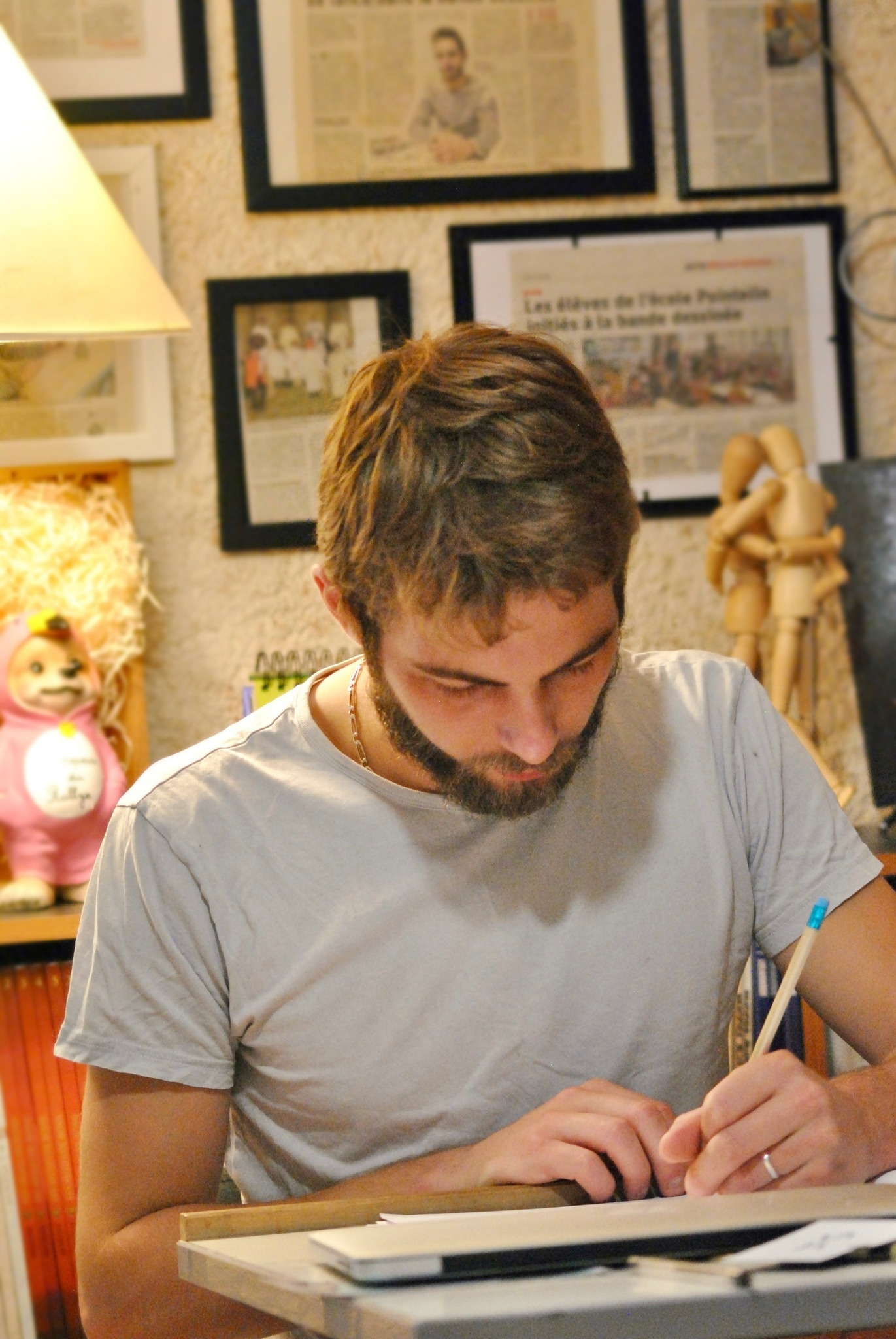
Titouan Faivre dans son bureau, lors d'un article paru dans l'Est Républicain en juillet 2024.

Titouan Faivre, dit Titou, est un auteur, illustrateur et dessinateur de bandes dessinées français né le 7 mars 1997 à Andelot-en-Montagne. 

## Biographie
Titouan Faivre est né le 7 mars 1997 à Andelot-en-Montagne. 
Fils de Thierry Faivre, enseignant en ingénierie mécanique, et de Cécile Goodmanson, professeure des écoles, il est également l’arrière-petit-fils de Raymond Faivre, instituteur et résistant né en 1910 et mort au combat lors de la libération de Pontarlier le 5 septembre 1944.
Autodidacte, il commence à travailler en 2015 avec le fanzine Bullshit’n Roll et réalise quelques illustrations de chroniques. En 2017, il prend le nom d’auteur de Titou. Son premier album Les Zanecdotes, une bande-dessinée regroupant plusieurs histoires humoristiques de la vie quotidienne, sort en avril 2019. Titou a participé à la nouvelle édition du Salon du Livre de Saillenard le 1er décembre 2019, puis au festival Textes et Bulles à Damparis le 17 mai 2020. Durant le confinement de 2020, il met son crayon à contribution pour rendre hommage aux « invisibles » qui ont continué à travailler malgré les difficultés du quotidien,. 

## Activités connexes
Titou. travaille régulièrement pour le journal L'Indépendant du Louhannais et du Jura, ainsi que pour l'Éducation nationale, en intervenant dans les classes afin de monter des projets pédagogiques avec les élèves autour du dessin.

## Vie privée
Le 27 janvier 2025, alors qu'il rentrait chez lui, il est victime d'un accident de la route lié à un Accident vasculaire cérébral mineur, près de la commune de Bouclans.   
Il réside toujours en Franche-Comté.  